# Aquino
Aquino település Olaszországban, Lazio régióban, Frosinone megyében. Lakosainak száma 4932 fő (2023. január 1.). Aquino Castrocielo, Piedimonte San Germano, Pontecorvo és Pignataro Interamna községekkel határos.

## Népesség
A település népessége az elmúlt években az alábbi módon változott:
| Lakosok száma | 5358 | 5319 | 4932 |
|               | 2017 | 2018 | 2023 |